# Sitones
Sitones är ett släkte av skalbaggar. Sitones ingår i familjen vivlar.

## Dottertaxa tillSitones, i alfabetisk ordning[1]
- Sitones albarius
- Sitones albescens
- Sitones ambiguus
- Sitones ambulans
- Sitones anchora
- Sitones arcticollis
- Sitones argutulus
- Sitones atlasicus
- Sitones attritus
- Sitones bicolor
- Sitones bituberculatus
- Sitones brevicollis
- Sitones cachectus
- Sitones californius
- Sitones callosus
- Sitones cambricus
- Sitones chloroloma
- Sitones cinerascens
- Sitones conspectus
- Sitones constrictus
- Sitones cribricollis
- Sitones crinitus
- Sitones cylindricollis
- Sitones discoideus
- Sitones elegans
- Sitones femoralis
- Sitones foedus
- Sitones gemellatus
- Sitones geniculatus
- Sitones globulicollis
- Sitones grandaevus
- Sitones gressorius
- Sitones griseus
- Sitones haemorrhoidalis
- Sitones hispanicus
- Sitones humeralis
- Sitones inops
- Sitones insulsus
- Sitones intermedius
- Sitones languidus
- Sitones lateralis
- Sitones latipennis
- Sitones lepidus
- Sitones lineellus
- Sitones lividipes
- Sitones longiclavis
- Sitones longicollis
- Sitones longulus
- Sitones maculatus
- Sitones mauritanicus
- Sitones medicaginis
- Sitones nigriclavis
- Sitones obscuripes
- Sitones octopunctatus
- Sitones oculatus
- Sitones ophtalmicus
- Sitones ordinarius
- Sitones pallipes
- Sitones pisi
- Sitones pleuriticus
- Sitones promptus
- Sitones puncticollis
- Sitones regensteinensis
- Sitones seniculus
- Sitones seriesetosus
- Sitones setosus
- Sitones setuliferus
- Sitones spartii
- Sitones striatellus
- Sitones sulcifrons
- Sitones suturalis
- Sitones tenuis
- Sitones tibialis
- Sitones tibiellus
- Sitones trisulcatus
- Sitones turbatus
- Sitones ulicis
- Sitones variegatus
- Sitones virgatus
- Sitones viridifrons